# Good Time (Owl City)
Pour les articles homonymes, voir Good Time.
Singles de Owl City
Shooting Star
(2012)
Singles par Carly Rae Jepsen
Curiosity
(2012) This Kiss
(2012)
Good Time est le premier single issu du 4e album studio The Midsummer Station du groupe Owl City, avec la participation de la chanteuse canadienne Carly Rae Jepsen. La chanson est écrite par Adam Young et Matthew Thiessen et réalisée par Adam Young.
Le titre a été utilisé comme générique et jingle l'opération VivaForLife sur VivaCité, une radio nationale francophone belge.

## Liste des pistes
| 1. | Good Time | 3:25 |

- CD single[1]

1. Good Time – 3:26
2. Good Time (Adam Young Remix) – 3:10

## Crédits et personnels
Enregistrement
- La voix de Carly Rae Jepsen enregistrée aux studios Signalpath, Almonte (Ontario), Canada
- Les voix de The Minneapolis Youth Chorus enregistrées à The Terrarium, Minneapolis, Minnesota, États-Unis

Personnel
- Adam Young – parolier, producteur, enregistrement, vocals, instruments, Minneapolis Youth Chorus vocal recording
- Matthew Thiessen – parolier, background vocals
- Brian Lee – parolier
- Ted Jensen – mastering
- Robert Orton – mixing
- Carly Rae Jepsen - vocals
- Minneapolis Youth Chorus – additional vocals
- Ryan Stewart – Carly Rae Jepsen vocal production
- Ken Friesen – enregistrement de la voix de Carly Rae Jepsen

## Classements
| Classements (2012)                      | Meilleure position |
| --------------------------------------- | ------------------ |
| Allemagne (Media Control AG)            | 11                 |
| Australie (ARIA)                        | 5                  |
| Autriche (Ö3 Austria Top 40)            | 9                  |
| Belgique (Flandre Ultratop 50 Singles)  | 6                  |
| Belgique (Wallonie Ultratop 50 Singles) | 8                  |
| Canada (Hot 100)                        | 1                  |
| Tchéquie (IFPI Rádio)                   | 3                  |
| Danemark (Tracklisten)                  | 17                 |
| Finlande (Suomen virallinen lista)      | 16                 |
| France (SNEP)                           | 4                  |
| France (Airplay)                        | 2                  |
| Irlande (IRMA)                          | 6                  |
| Japon (Hot 100)                         | 2                  |
| Norvège (VG-lista)                      | 7                  |
| Nouvelle-Zélande (RMNZ)                 | 1                  |
| Pays-Bas (Nederlandse Top 40)           | 8                  |
| Royaume-Uni (UK Singles Chart)          | 5                  |
| Slovaquie (IFPI Rádio)                  | 48                 |
| Suède (Sverigetopplistan)               | 25                 |
| Suisse (Schweizer Hitparade)            | 4                  |
| États-Unis (Hot 100)                    | 8                  |
| États-Unis (Pop Airplay)                | 4                  |
| États-Unis (Adult Pop Songs)            | 7                  |

### Certifications
| Pays       | Organisme | Certifications | Ventes    |
| ---------- | --------- | -------------- | --------- |
| Belgique   | BEA       | Or             | 15 000    |
| Danemark   | IFPI      | 2 × Platine    | 60 000    |
| États-Unis | RIAA      | 2 × Platine,   | 2 249 000 |

## Historique de sortie
| Pays             | Date            | Format                 | Label                      |
| ---------------- | --------------- | ---------------------- | -------------------------- |
| États-Unis       | 26 juin 2012    | Téléchargement digital | Universal Republic Records |
| Canada           | 26 juin 2012    | Téléchargement digital | 604 Records                |
| Australie        | 26 juin 2012    | Téléchargement digital | Universal Republic Records |
| Nouvelle-Zélande | 26 juin 2012    | Téléchargement digital | Universal Republic Records |
| Europe           | 26 juin 2012    | Téléchargement digital | Universal Republic Records |
| Brésil           | 26 juin 2012    | Téléchargement digital | Universal Republic Records |
| Allemagne        | 20 juillet 2012 | Téléchargement digital | Universal Republic Records |
| France           | 20 juillet 2012 | Téléchargement digital | Universal Republic Records |
| Royaume-Uni      | 12 août 2012    | Téléchargement digital | Universal Republic Records |